# Centro Internazionale del Libro Parlato (Cilp) A. Sernagiotto
Il Centro Internazionale del Libro Parlato (Cilp) A. Sernagiotto è un'organizzazione che aiuta coloro che hanno problemi visivi o per i quali la lettura in modo tradizionale non è possibile come i dislessici e le persone anziane, mediante la realizzazione di libri parlati registrati con voce umana.

## La Storia
Il Centro fu fondato a Feltre da Gualtiero Munerol nel 1983 per aiutare i bambini non vedenti che avevano bisogno dell'aiuto di qualche persona adulta per poter frequentare con successo le classi elementari.
Varie testate giornalistiche scrissero articoli su tale attività che si è notevolmente sviluppata. Donatori di voce volontari di tutta Italia hanno cominciato a registrare libri di diversa natura prima su bobine, poi su audiocassette e successivamente attraverso la registrazione digitale in formato mp3 ed ePub3 (dapprima su CD audio ed ora anche in streaming).
Nel 1996 la comunità montana Feltrina, il Rotary Club Feltre e 18 donatori di voce volontari di tutta Italia hanno costituito tale organizzazione come associazione di volontariato mentre successivamente è divenuta ONLUS.
Nel 2021 l'Associazione ha ottenuto il riconoscimento di entità autorizzata quale definita al comma 2-sexies dell'art. 71 bis della L. n. 633/41, che consente al Centro di realizzare, senza scopo di lucro, copie in formato accessibile di opere protette, da mettere a disposizione dei soli soggetti affetti da disabilità cognitive e di lettura di libri stampati.
Nel 2023 a seguito dell'entrata in vigore del D. Lgs. n.117/17il Centro si è trasformato in O.D.V. Organizzazione di Volontariato (registrata nel Registro Unico del Terzo Settore).

## Gli Organismi
Le cariche sociali sono ricoperte (2023) da Luisa Alchini (presidente), Filippo Santi (vicepresidente), Raffaela Bellot, Loredana Borghetto, Fabio Dalla Zuanna (consiglieri)

## Il finanziamento
Il Centro trae le risorse economiche per il suo funzionamento e per lo svolgimento della propria attività da:
- contributi del Ministero della Cultura (L.282/98)[13]
- contributi della Regione Veneto (L. R. Veneto 22/89)[14]
- cinque per mille come ONLUS (ora ETS/ODV)[15]
- contributi dagli utenti per l'erogazione del servizio.[16]
- Erogazioni fiscalmente detraibili o deducibili[17]

## I compiti
I compiti del Centro sono riscontrabile nell'articolo 6 del proprio Statuto, che definisce le azioni da svolgere e i principi generali cui l'ente si ispira nella propria azione quotidiana. Il Centro deve in primo luogo, secondo l'articolo dello Statuto sopramenzionato, "svolgere attività a favore dell'accesso alla cultura, al lavoro e allo studio di soggetti che versano in condizioni di disagio connesso a situazioni psico-fisiche permanenti o transitorie, di devianza, di degrado, di emarginazione sociale e che promuovono l'educazione e la prevenzione del disagio sociale in soggetti con disabilità visiva, in chi presenta disturbi specifici di apprendimento, negli anziani e in chiunque abbia difficoltà nella lettura autonoma per problematiche psico-fisiche invalidanti"
Il servizio svolto da anni dal Centro Internazionale del Libro Parlato costituisce uno strumento di supporto per l'inserimento culturale e sociale non solo per i ciechi, ipovedenti e dislessici ma anche per tutte quelle persone che per patologia o per l'età avanzata hanno gravi problemi di vista. Il progresso tecnologico ha svolto un ruolo decisivo anche nella storia di questo ente che dalla sua istituzione (1983) ha percorso molta strada, guidato dall'intento di adeguare le proprie strutture alle esigenze di coloro che non possono leggere in modo autonomo di informarsi, di studiare, di leggere libri di loro gusto
Il catalogo del Centro comprende registrazioni di libri in italiano o in lingua originale che vanno dall’antropologia, al diritto, all'economia, alla filosofia, ai gialli, all’horror, alle letture per bambini e per ragazzi, alla narrativa, alla saggistica, eccetera, A inizio ottobre 2023 il Centro ha in catalogo 16.510 titoli, mentre il Libro Parlato Online “Francesco Fratta” (Unione italiana dei ciechi e degli ipovedenti) ne ha 25.314 e il Libro parlato Lions si ritiene ne abbia circa 12.000.

## Le attività

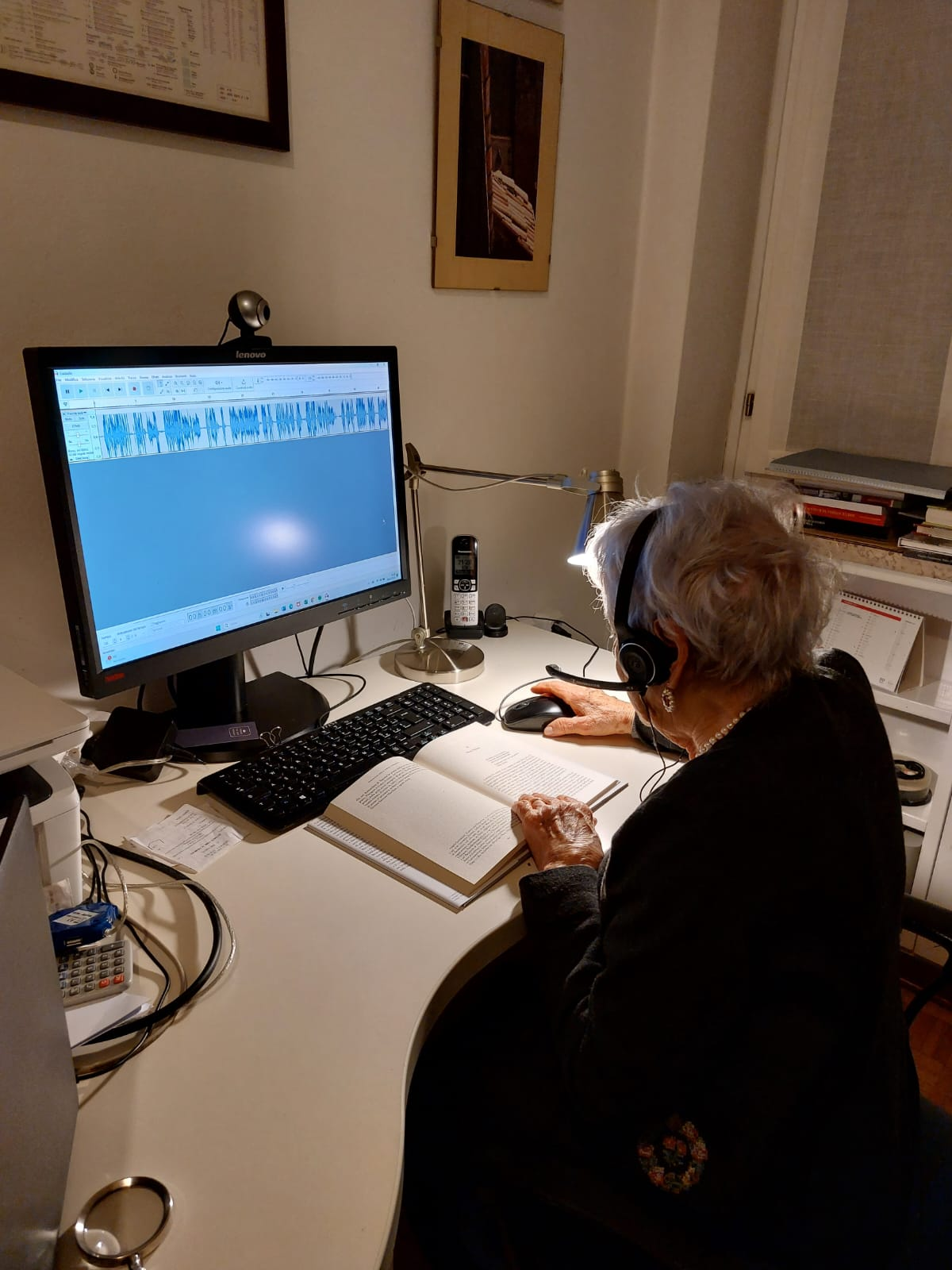
Volontaria al lavoro

Le attività principali svolte dal Centro sono le seguenti:

### Audiolibri e audioriviste nel formato mp3
A fine settembre 2023 il catalogo del Centro riporta audiolibri e audioriviste scaricabili da parte degli utenti nel formato mp3.
Gli audiolibri e le audioriviste del Centro sono fruibili in download o streaming ed ora anche mediante le applicazioni per smartphone e tablet (IOS e Android).
Mp3 comprime i file audio tanto da ridimensionare un originale file wav anche più di 10 volte, senza che tale compressione vada a inficiare la qualità finale del prodotto, che rimane molto alta e simile a quella del CD d’origine

### Audiolibri nel formato ePub3
Il Centro realizza audiolibri utilizzando tale formato, molto utili soprattutto per i dislessici..
EPub3 è l'ultima versione del formato ePub, lo standard internazionale per il libro digitale: rispetto alla precedente versione del formato introduce nuove e importanti possibilità tra cui una lettura vocale (registrata e non sintetica) sincronizzata al testo

## La struttura organizzativa
Il Centro si avvale in media di 7 impiegati presso la sede di Feltre allo scopo di curare i rapporti con i donatori di voce e con gli utenti, di controllare le registrazioni fatte dai donatori di voce mentre il numero medio di donatori di voce sparsi in tutta Italia, non occasionali, è di 335.

## I presidenti
- Flavio Grigoletto (1996-2008)

- Nino Bonan (2008-2011)

- Flavio Devetag (2011-2015)

- Luisa Alchini (2015 in carica)[11]